# Magnus (imię)
Magnus, Magnusz – imię męskie pochodzenia łacińskiego. Wywodzi się od łac. słowa oznaczającego "wielki". W średniowieczu nosiło je szereg królów norweskich i szwedzkich oraz święci.
Magnus imieniny obchodzi:
- 19 sierpnia, jako wspomnienie męczennika św. Magnusa z Cuneo i św. Magnusa, biskupa Trani czy Anagni,
- 6 września, jako wspomnienie św. Magnusa z Füssen, biskupa i misjonarza,
- 6 października, jako wspomnienie św. Magnusa, biskupa z Opitergium (Oderzo),
- 5 listopada.

Znane osoby noszące to imię:
- Magnus Eriksson, król Szwecji i Norwegii
- Magnus Inflancki, król Inflancki
- Magnus Hedman, szwedzki piłkarz
- Magnus Silny, książę duński, król Szwecji
- Jan Magnus Tęczyński, wojewoda krakowski od 1620 r., cześnik krakowski w 1618 r, starosta płocki
- Magnus Carlsen, norweski szachista, były mistrz świata